# Hambach (Niederzier)
Hambach is een plaats in de Duitse gemeente Niederzier, deelstaat Noordrijn-Westfalen, en telt 1386 inwoners (2007).
Nabij Hambach bevindt zich de uitgestrekte bruinkoolmijn Tagebau Hambach.